# Merremia pinnata
Merremia pinnata là một loài thực vật có hoa trong họ Bìm bìm. Loài này được (Hochst. ex Choisy) Hallier f. mô tả khoa học đầu tiên năm 1893.